# Brave Fencer Musashi
Brave Fencer Musashi ( título em japonês: ブレイヴフェンサー 武蔵伝 Bureivu Fensā Musashiden) é um jogo eletrônico do gênero RPG/ação desenvolvido e lançado pela Square (atualmente Square Enix) em 1998 para o Sony PlayStation. O jogo apresenta combate em tempo real num ambiente 3D, contando com dublagens na maioria dos diálogos. A trilha sonora de Brave Fencer Musashi foi composta por Tsuyoshi Sekito, ex-funcionário da Konami.
A história acompanha Musashi, um jovem espadachim (livremente inspirado em Miyamoto Musashi) ,que é convocado de um mundo paralelo para defender o reino de Allucanet do império Thirstquencher. Sua jornada é focada principalmente na obtenção dos cinco pergaminhos (Five Scrolls), que são capazes de aumentar os poderes de sua espada Lumina e procura por eles, enquanto interage com pessoas de Allucanet e de uma aldeia vizinha. O jogo foi originalmente concebido em 1997. Desviando-se dos RPGs anteriores da Square,  Brave Fencer Musashi apresentou várias dificuldades à equipe durante seu desenvolvimento.  No entanto, o jogo recebeu resposta crítica positiva e ganhou uma sequência em 2005 para o PlayStation 2, sob o nome de Musashi: Samurai Legend.

## Jogabilidade
O jogador controla Musashi, que luta contra uma variedade de inimigos usando suas espadas Fusion e Lumina e busca por cinco pergaminhos que irão aumentar a força de Lumina e conceder-lhe novas habilidades. Existem também vários minigames e enigmas espalhados pela qual devem ser completados para avançar o enredo. O jogo apresenta um sistema interno de relógio e dia/noite que afeta os habitantes da cidade e algumas das criaturas no campo (a saber, os Minku - criaturas de quem Musashi pode obter frutos para aumentar seu status geral de saúde), bem como força o jogador a prestar atenção ao nível de fadiga de Musashi, que sobe ao longo do tempo com a falta de sono; como o nome indica, terá um efeito de diminuição em sua capacidade de combate. O jogador pode ir para uma estalagem para recuperar a saúde de Musashi ou fazê-lo dormir ao ar livre, sem uma recuperação completa e com o risco de poder ser atacado por inimigos. Para passar o tempo, o jogador também pode optar por recolher as várias figuras de ação -que lembram modelos mais detalhados de quase todos os personagens e monstros- disponíveis na loja de brinquedos da cidade, que vende novos itens no início de cada capítulo. Ao longo do caminho, Musashi obtém peças da Armadura Lendária que lhe permitem realizar ações como escalar ou realizar saltos duplos.
As duas espadas que ele usa tem habilidades e usos variados. Fusion, que se assemelha a uma katana, é a mais utilitária das duas, usada para encadear combos rápidos, mas também pode ser usada para absorver a energia Bincho (um equivalente de MP) ou absorver a habilidade do inimigo. A outra espada é Lumina , que não podem ser eficazmente utilizada em combos por si só; sua verdadeira força reside nos Scrolls obtidos durante jogo que impregnam Lumina com várias propriedades elementais. Lumina é essencialmente ofensiva, mas graças aos cinco pergaminhos elementais ganha novas habilidades que facilitam o progresso pelo jogo. As duas espadas são muitas vezes usadas em conjunto com certas técnicas que são concedidas por vários habitantes resgatados.

## Sinopse
Um rapaz conhecido como Musashi, reencarnação do lendário Brave Fencer Musashi que salvou o reino de Allucaneet de um monstro chamado Wizard of Darkness 150 anos antes, é convocado para Allucaneet pela Princesa - chamada Fillet - para salvá-lo do invasor império Thirstquencher. Musashi recebe a espada Fusion, e é incumbido com a tarefa de obter a espada do Brave Fencer Musashi - Lumina, a Espada da Luminescência - antes que o exército Thirstquencher o faça. Apesar de Musashi não ter nenhuma intenção em salvar o reino, ele concorda em fazê-lo, a fim de retornar à sua terra natal. Depois de Musashi recuperar Lumina, ele descobre que a maioria das pessoas de Allucaneet, incluindo Fillet, foi sequestrada pelo império Thirstquencher. A fim de resgatar todos os moradores de Allucaneet e derrotar o Império, Musashi começa a procurar os cinco Scrolls elementais, itens que representam os elementos, capazes de expandir os poderes de Lumina.

## Desenvolvimento
O produtor executivo Hironobu Sakaguchi afirmou que a ideia do jogo surgiu pela primeira vez em fevereiro de 1997. A ideia original para Brave Fencer Musashi era ter Miyamoto Musashi lutando em um mundo alternativo. Enquanto o jogo era desenvolvido com foco na ação, Musashi foi originalmente imaginado como sendo um andarilho. No entanto, mais tarde foi alterado para um samaritano itinerante, a fim de tê-lo interagindo e ajudando outros personagens. A história foi feita com essa ideia. Durante o desenvolvimento, a equipe usou uma base de ação que foi fundamental para a mecânica de combate do jogo. O diretor Yoichi Yoshimoto estava focado nos aspectos totalmente poligonais do jogo que eram um desvio de trabalhos anteriores da Square. Para este jogo, a equipe trabalhou para mover polígonos em tempo real e como luzes afetavam sua aparência.
Ao desenvolver os personagens para o jogo Sakaguchi não tinha uma opinião positiva sobre o quão popular o jogo seria. No entanto, após a equipe desenhar os gráficos e a jogabilidade, ele ficou surpreso com o trabalho, comentando que estava mais interessante. Os personagens foram ilustrados por Tetsuya Nomura, mas foram desenhados por Koji Matsuoka. Quando o jogo foi localizado para uma versão em inglês, os tradutores tiveram que mudar nomes baseados em álcool com nomes baseados em refrigerante devido a problemas com os órgãos de classificação. Isso fez várias piadas serem perdidas na tradução.  O título do jogo foi mudado de "Brave Fencer Musashiden" para "Brave Fencer Musashi" para evitar confundir os jogadores com o nome do personagem-título.